# Richard Cœur de Lion (film)
Pour les articles homonymes, voir Lion (homonymie).
Pour plus de détails, voir Fiche technique et Distribution.
Richard Cœur de Lion (King Richard and the Crusaders) est un film américain de David Butler sorti en 1954 d'après le roman éponyme de Walter Scott.

## Synopsis
Richard Cœur de Lion parvient, au cours de la troisième croisade, à chasser les infidèles de la Terre sainte...

## Fiche technique
- Titre : Richard Cœur de Lion
- Titre original : King Richard and the Crusaders
- Réalisateur :  David Butler / Réalisateur deuxième équipe : Yakima Canutt
- Scénaristes : John Twist d'après le roman Le Talisman de Walter Scott (Editions Archibald Constable), Edimbourg, 22 juin 1825
- Producteur : Henry Blanke
- Société de production : Warner Bros. Pictures-First National
- Sociétés de distribution  États-Unis et  France : Warner Bros. Pictures
- Musique : Max Steiner, dirigée par Murray Cutter
- Directeur de la photographie : J. Peverell Marley
- Conseiller couleur : Stuart Jerabek
- Décors : Bertram Tuttle et William S. Darling (direction artistique) et William L. Kuehl (décorateur de plateau)
- Costumes : Marjorie Best
- Maquillage : Gordon Bau
- Montage : Irene Morra
- Ingénieurs du son : Stanley Jones, Stanley Martin, Ed Scheid, Robert G. Wayne
- Pays de production : États-Unis
- Format : Couleurs (Warnercolor), CinemaScope
- Genre : Aventure, historique, romance et guerre
- Durée : 114 minutes
- Dates de sortie :
  - États-Unis : 7 août 1954
  - France : 26 novembre 1954

## Distribution
- Rex Harrison  (V.F : Jacques Erwin) : Saladin, le sultan d'Egypte et de Syrie
- Virginia Mayo (VF : Claire Guibert) : Lady Edith Plantagenet, la cousine de Richard, amoureuse de Kenneth
- George Sanders  (V.F : Marc Valbel) : le roi Richard Ier d'Angleterre, qui conduit la Troisième croisade
- Laurence Harvey  (V.F : Rene Arrieu) : Sir Kenneth of the Leopard (Sir Kenneth of Huntington), un jeune chevalier écossais sans fortune, soutien loyal de Richard, amoureux de Lady Edith
- Robert Douglas  (V.F : Claude Peran) : Sir Giles Amaury
- Michael Pate  (V.F : Roger Rudel) : Conrad de Montferrat, un marquis, fielleux vassal de Richard qui conspire contre lui
- Paula Raymond : la reine Bérangère de Navarre, l'épouse de Richard
- Lester Matthews (V.F : Abel Jacquin) : L'archevêque de Tyr / Narrateur
- Anthony Eustrel : le baron de Vaux
- Henry Corden : le roi Philippe II de France, qui conduit la Troisième croisade avec Richard
- Wilton Graff  (V.F : Pierre Morin) : l'archiduc Léopold V d'Autriche, qui se voudrait à la tête de la croisade
- Nejla Ates : la danseuse maure
- Nick Cravat : Nectobanus
- Leslie Bradley : Le capitaine des gardes
- Bruce Lester : un garde
- Peter Julien Ortiz : un garde
- Thayer Roberts : l'officier de la garde
- Lumsden Hare, Gavin Muir, Leonard Mudie et Leonard Penn (non crédités) : des médecins
- Rudolph Anders (non crédité) : un chevalier autrichien
- Leonard Penn (non crédité) : un physicien
- Mylee Andreason : Saroub
- Larry Chance : un archer
- Nick Thompson : l'Arabe à la longue barbe
- Narration (V.F) : Roland Ménard

## Source du film
Ce film est un remake du film de Chester Withey Richard the Lion-Hearted, sorti en 1923 et en France l'année suivante sous le titre L'Esprit de la chevalerie. Il s'agit d'une adaptation du roman historique de Walter Scott Le Talisman (The Talisman), deuxième volume de la série « Histoires du temps des croisades » (Tales of the Crusaders), paru le même jour que le premier volume, Les Fiancés (The Betrothed), le 22 juin 1825, dont l'action se déroule à la fin du XIIe siècle, durant la troisième croisade (1189-1192), et met en scène l'affrontement entre le roi d'Angleterre Richard Cœur de Lion et le sultan Saladin.
L’idée première de Scott est de montrer un Richard Cœur de Lion cruel et violent — défauts que les Occidentaux prêtent facilement aux sultans d’Orient — face à un Saladin prudent et avisé — qualités que les Occidentaux attribuent plus volontiers à leurs propres souverains. En dépit du contraste dans les caractères, les deux hommes font assaut de vertus chevaleresques telles que bravoure et générosité.

### Revue de presse
- Film raconté par François Bray, « Richard Coeur-de-Lion », Mon film no 444, Paris, 23 février 1955, p. 1, 3-9